# Podobno nie ma już Francji
Podobno nie ma już Francji – drugi album studyjny zespołu Kumka Olik. Wydawnictwo ukazało się 31 maja 2010 roku nakładem wytwórni muzycznej Universal Music Polska. Nazwa albumu jest zaczerpnięta z utworu Może właśnie Sybilla grupy Madame.
W lipcu 2010 roku album został nominowany do nagrody Superjedynki w kategorii „Płyta rock”.

## Lista utworów
Źródło.
1. „Niedojrzałość”
2. „Podobno nie ma już Francji”
3. „Na placu Wilsona”
4. „Jak mnie kochasz to mnie puść”
5. „Indii”
6. „Zabierz mnie, zabierz mnie stąd”
7. „Tylko czarny śnieg”
8. „Pociągi”
9. „Niepoprawnie kolorowych snów”
10. „Odjeżdżamy”
11. „Jak w Zoo”

## Twórcy
- Mateusz Holak – gitara elektryczna, śpiew
- Jakub Holak – gitara basowa
- Mateusz Błaszak – gitara elektryczna, instrumenty klawiszowe
- Tom Pop – perkusja
- Tomasz Bonarowski – gościnnie trąbka